# Ocoliș
Ocoliș là một xã thuộc hạt Alba, România. Dân số thời điểm năm 2002 là 852 người.